# Convention pour la protection des phoques de l'Antarctique
Pour les articles homonymes, voir CCAS.
La Convention pour la protection des phoques de l'Antarctique (CPPA) (Convention for the Conservation of Antarctic Seals, CCAS, en anglais) est une convention internationale conclue à Londres en 1972, et entrée en vigueur en 1978 dans le cadre du Système du traité sur l'Antarctique.

## Objectif de la convention
La convention a pour objectif de promouvoir, protéger, étudier et gérer d'une façon raisonnable les phoques (phocidés) en maintenant la population dans un équilibre satisfaisant avec le système écologique de l'Antarctique.

## États parties à la convention
La convention a été ouverte à la signature du 1er juin au 31 décembre 1972, pour les États ayant participé à la Conférence sur la protection des phoques de l'Antarctique, qui s'était tenue à Londres entre le 3 et le 11 février 1972 (article 10). 12 États l'ont alors signée. 11 d'entre eux (tous sauf la Nouvelle-Zélande) l'ont ensuite ratifiée ou acceptée. Le dépositaire des instruments de ratification ou d'acceptation était le Royaume-Uni (article 11).
La convention devait entrer en vigueur le trentième jour suivant le dépôt du septième instrument de ratification ou d'acceptation (article 13). Ce fut celui de la Belgique, le 9 février 1978. La convention est donc entrée en vigueur le 11 mars 1978. Le Royaume-Uni l'a enregistrée auprès du Secrétariat des Nations unies, conformément à l'article 102 de la charte des Nations unies, le 12 avril 1978.
La convention prévoit par ailleurs la possibilité, pour des États ne l'ayant pas signée, d'y adhérer sur invitation des États l'ayant signée (article 12) : en 2002, c'était le cas de 5 États, ce qui porte à 16 le nombre d'États parties.
Les États concernés sont les suivants :
| Pays                            | Signature        | Dépôt des instruments de ratification, d'acceptation ou d'accession | Ratification, acceptation ou accession | Objection | Déclaration ou réserve |
| ------------------------------- | ---------------- | ------------------------------------------------------------------- | -------------------------------------- | --------- | ---------------------- |
| Afrique du Sud                  | 9 juin 1972      | 15 août 1972                                                        | ratification                           |           |                        |
| République fédérale d'Allemagne | (non signée)     | 30 septembre 1987                                                   | accession                              |           | oui                    |
| Argentine                       | 9 juin 1972      | 7 mars 1978                                                         | ratification                           |           | oui                    |
| Australie                       | 5 octobre 1972   | 1er juillet 1987                                                    | ratification                           |           |                        |
| Belgique                        | 9 juin 1972      | 9 février 1978                                                      | ratification                           |           |                        |
| Brésil                          | (non signée)     | 11 février 1991                                                     | accession                              |           |                        |
| Canada                          | (non signée)     | 4 octobre 1990                                                      | accession                              |           |                        |
| Chili                           | 28 décembre 1972 | 7 février 1980                                                      | ratification                           |           | oui                    |
| États-Unis                      | 28 juin 1972     | 28 décembre 1976                                                    | ratification                           | oui       |                        |
| France                          | 19 décembre 1972 | 19 février 1975                                                     | acceptation                            | oui       |                        |
| Italie                          | (non signée)     | 2 avril 1992                                                        | accession                              |           |                        |
| Japon                           | 28 décembre 1972 | 28 août 1980                                                        | acceptation                            |           |                        |
| Norvège                         | 9 juin 1972      | 10 décembre 1973                                                    | ratification                           |           |                        |
| Nouvelle-Zélande                | 9 juin 1972      | (non ratifiée)                                                      | (non ratifiée)                         |           |                        |
| Pologne                         | (non signée)     | 15 août 1980                                                        | accession                              |           |                        |
| Royaume-Uni                     | 9 juin 1972      | 10 septembre 1974                                                   | ratification                           | oui       |                        |
| URSS puis fédération de Russie  | 9 juin 1972      | 8 février 1978                                                      | ratification                           | oui       | oui                    |

## Description
La convention comporte 16 articles et des annexes. Ses langues officielles sont l'anglais, le français, l'espagnol (Convención para la Conservación de Focas Antárticas, CCFA) et le russe (Конвенция о сохранении тюленей Антарктики) (article 16).

## Liste des espèces protégées
Les espèces protégées sont l'éléphant de mer austral (Mirounga leonina), le phoque de Ross (Ommatophoca rossii) et les otaries (Arctocephalus sp.). Le phoque de Weddell (Leptonychotes weddellii) âgé d'un an ou de plus d'un an, entre le 1er septembre et le 31 janvier inclus, sont également protégés. Quant au léopard de mer (Hydrurga leptonyx), au phoque de Weddell et au phoque crabier (Lobodon carcinophagus), ils peuvent être capturés ou tués, dans la limite d'un nombre fixé tous les ans par les États parties.